# Strmec nad Dobrno
Strmec nad Dobrno – wieś w Słowenii, w gminie Dobrna. W 2018 roku liczyła 115 mieszkańców.